# NGC 3230
NGC 3230 في الفهرس العام الجديد، هي مجرة، تقع في كوكبة الأسد. اكتشفت في 24 مارس 1830 بواسطة جون هيرشل.

## روابط خارجية
- NGC 3230 على موقع ويكي سكاي: DSS2, SDSS, GALEX, IRAS, Hydrogen α, X-Ray, Astrophoto, Sky Map, Articles and images